# ويليام هارينجتون
ويليام هارينجتون (30 يناير 1915 - 23 يناير 1988) (بالإنجليزية: William Harrington)‏ هو لاعب كريكت بريطاني (وحمل سابقاً جنسية المملكة المتحدة لبريطانيا العظمى وأيرلندا).